# Klokketårn
Klokketårn er betegnelsen for en bygning eller bygningsdel, der hører til en kirke. Ikke alle kirker har tårne. I Danmark står ca. 200 kirker kullet, dvs. uden tårn. Mange kirker har et fritstående tårn, f.eks. det berømte skæve tårn i Pisa. Tårn og klokke har heller ikke altid hørt sammen. Nogle tårne blev bygget som en del af forsvaret i tilfælde af krig.
De første klokketårne i Danmark var fritstående og blev opført på den tid, da kirkerne var lavet af træ (850-1100). Disse såkaldte klokkestabler bestod af nogle enkle træstolper til at holde klokken og et lille tag. Lidt mere avanceret var klokkehuset – et tårn, der bestod af 4 hjørnestolper og 4 stolper midt på siderne beklædt med brædder. I midten stod et større stolpe, kaldet kongen, som ragede op i et pyramidetag. Klokken hang så foroven, mens der var et redskabsrum forneden.
Med stenkirkerne får kirkerne klokketårne. De romanske tårne (ca. 1100-1240) er meget kraftige og har en trappe indvendig med indgang fra selve kirken. Taget er enten et saddel- eller pyramidetag.
Mange romanske kirker blev bygget uden tårne, for der var ikke råd eller kræfter til mere end selve kirkehuset. Med den gotiske stil, der også indvarsler en rigere periode, bliver tårnet en vigtig del af kirken. Dette skyldes blandt andet, at den gotiske stil stræber efter at vise kirkebygningen som himmelstræbende. Her er tårnet et naturlig symbolsk udtryk. Det gotiske tårn er spinklere end det romanske tårn, trappen er ofte muret udenpå i et lille trappetårn eller udgøres af en fritrappe (nogen gange blot en stige), og der kommer spir på tårnet. Denne stil, især med spiret, bliver yderligere udviklet i renæssancen, barokken og nyklassicismen. Først i nyere tid, hvor kirkebygninger udformes efter den moderne arkitekturs ideer, sker der en ny udvikling med kirkens tårne. Et berømt eksempel er Grundtvigs Kirke i København fra 1940, hvor tårnet er udformet som et orgel.